# Heterusia primulimacula
Heterusia primulimacula är en fjärilsart som beskrevs av Louis Beethoven Prout 1923. Heterusia primulimacula ingår i släktet Heterusia och familjen mätare. Inga underarter finns listade i Catalogue of Life.